# Kalí Sykiá (Réthymnon)
Kalí Sykiá, en grec moderne : Καλή Συκιά, est un village côtier, du dème d'Ágios Vasílios, de l'ancienne municipalité de Foínikas, dans le district régional de Réthymnon, en Crète, en Grèce. Selon le recensement de 2011, la population de Kalí Sykiá compte 113 habitants. Le village est situé à une altitude de 530 m et à une distance de 35 km de Réthymnon.

## Histoire
Le village est cité dans les recensements vénitiens comme deux villages. Francesco Barozzi, en 1577, mentionne Calisichia Cato et Calisichia apano dans la province d'Ágios Vasílios. Le recensement vénitien, de 1583, par Pietro Castrofilaca, mentionne Apano Calisichia avec 70 habitants et Cato Calisichia, tandis que Vasilikata, en 1630, le mentionne comme un village, avec le nom de Cali Sichia. Le recensement ottoman de 1659 comptabilise 18 maisons. Lors du recensement de 1834, organisé par les Égyptiens, le village est répertorié avec d'autres villages de la région, avec un total de 388 familles chrétiennes.
Lors du recensement de 1881, Kalí Sykiá fait partie de la commune de Lámpi et compte une population, purement chrétienne, de 118 habitants. Lors du recensement de 1900, il compte 137 habitants. Au recensement de 1920, il fait partie de la commune rurale d'Ágios Ioánnis. En 1925, Asómatos est désigné siège d'une communauté homonyme.
Le 4 octobre 1943, pendant l' occupation allemande, une bataille éclate près du village, entre la résistance et les forces allemandes et italiennes, qui se termine par la mort de 17 occupants et de leur interprète. En représailles, les forces allemandes, avec Friedrich Schubert, débarquent dans le village. Ils rassemblent les femmes et les forcent à dénoncer les positions de la résistance. Elle refusent et les Allemands, qui avaient pillé le village, les brûlent vives, ainsi que les maisons du village.

## Source de la traduction
- (el) Cet article est partiellement ou en totalité issu de l’article de Wikipédia en grec moderne intitulé « Καλή Συκιά Ρεθύμνης » (voir la liste des auteurs).